# Sudarea cu laser
Sudarea cu laser este o metodă specifică de sudare care se realizează prin asamblarea nedemontabilă a două materiale, prin topirea marginilor, cu ajutorul energiei optice. Energia necesară topirii este obținută prin concentrarea cu ajutorul unor lentile optice a fascicolului laser la suprafața de separație a celor două materiale de sudat.
Sudarea cu laser poate fi urmată de un tratament termic de detensionare datorat acțiunii unui alt fascicul laser, la care energia luminoasă este dispersată pe toată suprafața cordonului de sudură obținut în urma trecerii fascicolului de sudare.
Astfel prin acțiune succesivă se va obține o îmbinare cu caracteristici mecanice superioare metodei clasice de sudare.
Zona influențată termic (ZIT) la sudarea cu laser este foarte mică, datorită concentrării energiei luminoase pe o suprafață punctiformă, mult mai mică în comparație cu cea obținută în urma operației de sudare prin metode clasice.